# Нижниновгородски кремъл
Нижниновгородският кремъл (на руски: Нижегородский кремль), е крепост в Нижни Новгород, Русия. Той е официална резиденция на губернатора на Нижегородска област.
Намира се на самото устие на река Ока към Волга, на височина недалеч от стария град на Нижни Новгород.
Укреплението е изградено през XVI и XVII век и е запазено в голямата му част, заедно с всички кули.

## История
През 1221 г. великият княз на Владимир Юрий II основава Нижни Новгород, при което за защита на града са използвани дървени укрепления с пръст. Първите опити да се заменят дървените укрепления се отнасят към 1374 г., когато великият княз Дмитрий III полага основите на белокаменен кремъл.
По времето на великия княз на Москва Иван III Нижни Новгород играе ролята на пограничен град, има постоянна войска и е сборен пункт в случай на военни действия между Москва и Казан. Крепостта загубва военното си значение през 1697 г.
Цар Петър I създава Нижегородска губерния през януари 1714 г. Тогава Кремъл става седалище на губернатора на Нижегородска губерния и на Нижни Новгород.
За да се влезе на територията на Кремъл, е построен фуникулер (Нижегородские фуникулёры) с воден баласт през 1896 г. При него се използва принципът на силата на тежестта чрез резервоари, пълнени горе и изпразвани в долната точка на движение. Поради построена заместваща трамвайна линия фуникулерът е закрит през 1926 г.

## Архитектура
Строителството на крепостта започва от Складовата кула през 1500 г. и продължава с някои прекъсвания до около 1516 г. Дълго време крепостта не е поддържана.
През 1894 г. започва реконструкция на Дмитриевската кула, чийто ръководител е арх. Николай Султанов. Той преобразува кулата в художествено-исторически музей, открит през 1896 г. При това кулата е силно променена, като се отличава от цялостния облик на цитаделата. На кулата е поставен двуглав орел от герба на Руската империя.
Стената е дълга 2 км и има 13 кули: 5 правоъгълни (с врати за преминаване) и 8 кръгли и затворени (глухи).

## Галерия
- Снимки на другите 12 кули:
- Георгиевска кула
- Борисоглебска кула
- Зачатска кула след реконструкция
- Бялата (Симеоновска) кула
- Ивановска кула
- Часова кула
- Северна (Илинска) кула
- Тайницка (Мироносицка) кула
- Коромислова кула
- Николска кула
- Складова (Алексеевска) кула
- Порохова (Спаска) кула